# فيلا هايهتس (فرجينيا)
فيلا هايهتس (بالإنجليزية: Villa Heights CDP, Virginia)‏ هي منطقة سكنية تقع بولاية فرجينيا في الولايات المتحدة. تبلغ مساحتها 2.5 كم2، وترتفع عن سطح البحر 224 م، بلغ عدد سكانها 717 نسمة في عام 2010 حسب إحصاء مكتب تعداد الولايات المتحدة وتصل الكثافة السكانية فيها 286.8 نسمة لكل كيلومتر مربع (742.8/ميل2).

## التركيبة السكانية
حدّد مكتب تعداد الولايات المتحدة بيانات التركيبة السكانية لفيلا هايهتس في تعداد الولايات المتحدة. في ما يلي، التركيبة السكانية حسب تعدادي 2000 و2010.

### تعداد عام 2000
بلغ عدد سكان فيلا هايهتس 845 نسمة بحسب تعداد عام 2000، وبلغ عدد الأسر 343 أسرة وعدد العائلات 229 عائلة مقيمة في المنطقة السكنية. في حين سجلت الكثافة السكانية 338 نسمة لكل كيلومتر مربع (875.4/ميل2). وبلغ عدد الوحدات السكنية 358 وحدة بمتوسط كثافة قدره 143.2 لكل كيلومتر مربع (370.9/ميل2).
وتوزع التركيب العرقي للمنطقة السكنية بنسبة 73.02% من البيض و20.71% من الأمريكيين الأفارقة و4.97% من الأعراق الأخرى و1.30% من عرقين مختلطين أو أكثر و18.34% من الهسبانيون أو اللاتينيون من أي عرق.
بلغ عدد الأسر 343 أسرة كانت نسبة 31.2% منها لديها أطفال تحت سن الثامنة عشر تعيش معهم، وبلغت نسبة الأزواج القاطنين مع بعضهم البعض 45.2% من أصل المجموع الكلي للأسر، ونسبة 16% من الأسر كان لديها معيلات من الإناث دون وجود شريك،  بينما كانت نسبة 5.5% من الأسر لديها معيلون من الذكور دون وجود شريكة وكانت نسبة 33.2% من غير العائلات. تألفت نسبة 28.9% من أصل جميع الأسر من عدة أفراد يعيشون في نفس المنزل ونسبة 13.1% كانت تتألف من شخص يعيش بمفرده يبلغ من العمر 65 عاماً أو أكثر. وبلغ متوسط حجم الأسرة المعيشية 2.46، أما متوسط حجم العائلات فبلغ 2.98.
بلغ العمر الوسطي للسكان 36.1 عاماً. وكانت نسبة 21.5% من القاطنين تحت سن الثامنة عشر، وكانت نسبة 11.2% بين الثامنة عشر والرابعة والعشرين عاماً، ونسبة 29% كانت واقعةً في الفئة العمرية ما بين الخامسة والعشرين والرابعة والأربعين عاماً، ونسبة 21.4% كانت ما بين الخامسة والأربعين والرابعة والستين، ونسبة 16.8% كانت ضمن فئة الخامسة والستين عاماً فما فوق. يوجد لكل 100 أنثى 95.6 ذكر، ويوجد لكل 100 أنثى في الثامنة عشر من عمرها فما فوق 95.0 ذكر.
بلغ متوسط دخل الأسرة في المنطقة السكنية 25,526 دولارًا، أما متوسط دخل العائلة فبلغ 30,052 دولارًا. وكان متوسط دخل الذكور 21,488 دولارًا مقابل 17,300 دولارًا للإناث. وسجل دخل الفرد الخاص بالمنطقة السكنية 13,491 دولارًا. وكانت نسبة 10.2% من العائلات ونسبة 18.6% من السكان تحت خط الفقر، وكان من هؤلاء نسبة 19.9% تحت سن الثامنة عشر ونسبة 0% في الخامسة والستين من العمر وما فوق.

### تعداد عام 2010
بلغ عدد سكان فيلا هايهتس 717 نسمة بحسب تعداد عام 2010، وبلغ عدد الأسر 292 أسرة وعدد العائلات 194 عائلة مقيمة في المنطقة السكنية. في حين سجلت الكثافة السكانية 286.8 نسمة لكل كيلومتر مربع (742.8/ميل2). وبلغ عدد الوحدات السكنية 350 وحدة بمتوسط كثافة قدره 140 لكل كيلومتر مربع (362.6/ميل2).
وتوزع التركيب العرقي للمنطقة السكنية بنسبة 67.78% من البيض و30.13% من الأمريكيين الأفارقة و0.14% من الأمريكيين ذوي الأصول الآسيوية و0.98% من الأعراق الأخرى و0.98% من عرقين مختلطين أو أكثر و4.32% من الهسبانيون أو اللاتينيون من أي عرق.
بلغ عدد الأسر 292 أسرة كانت نسبة 31.8% منها لديها أطفال تحت سن الثامنة عشر تعيش معهم، وبلغت نسبة الأزواج القاطنين مع بعضهم البعض 41.4% من أصل المجموع الكلي للأسر، ونسبة 19.5% من الأسر كان لديها معيلات من الإناث دون وجود شريك،  بينما كانت نسبة 5.5% من الأسر لديها معيلون من الذكور دون وجود شريكة وكانت نسبة 33.6% من غير العائلات. تألفت نسبة 27.7% من أصل جميع الأسر من عدة أفراد يعيشون في نفس المنزل ونسبة 17.1% كانت تتألف من شخص يعيش بمفرده يبلغ من العمر 65 عاماً أو أكثر. وبلغ متوسط حجم الأسرة المعيشية 2.46، أما متوسط حجم العائلات فبلغ 2.97.
بلغ العمر الوسطي للسكان 40.4 عاماً. وكانت نسبة 23.8% من القاطنين تحت سن الثامنة عشر، وكانت نسبة 8.1% بين الثامنة عشر والرابعة والعشرين عاماً، ونسبة 22.7% كانت واقعةً في الفئة العمرية ما بين الخامسة والعشرين والرابعة والأربعين عاماً، ونسبة 26.2% كانت ما بين الخامسة والأربعين والرابعة والستين، ونسبة 19.1% كانت ضمن فئة الخامسة والستين عاماً فما فوق. وتوزع التركيب الجنسي للسكان بنسبة 46.3% ذكور و53.7% إناث.